# 宋榮
宋 榮 （ソン・ヨン、송영、1940年 - 2016年10月14日）は、韓国の小説家である。全羅南道霊光郡出身。

## 略歴
宋榮の作品は、実際的で心理的な‘囚人状態’を設定し、困窮し閉塞された世界を支配する誤った秩序について、落ち着いた語調で批判している。
軍隊の刑務所を作品の空間にした ｢先生と皇太子｣や、列車の中の庶民の心理と厳しさを描いた｢中央線｣、泥棒になった弟の話である｢坂道、あの突き当りの部屋｣などの作品を発表した。
消極的で受身な性格の主人公たちは、既存の秩序に便乗する積極的な人物に囲まれている。これは現代社会の息苦しさと非人間性を逆説的に表しているといえる。
2016年10月14日に食道癌により死去、76歳没。

## 受賞歴
- 1987年、第32回 現代文学賞

## 主な作品
- 1974年、『선생과 황태자』(先生と皇太子)[3]
- 1977年、『땅콩껍질 속 연가』(ピーナッツの殻の中の演歌)
- 1978年、『달리는 황제』(走る皇帝)
- 1980年、『지붕 위의 사진사』(屋根の上の写真家)
- 1984年、『푸른 나비』(青い蝶々)
- 1989年、『비탈길 저 끝방』(坂道、あの突き当たりの部屋)